# Toshihiro Aoyama
Toshihiro Aoyama (jap. 青山敏弘 Aoyama Toshihiro; ur. 22 lutego 1986 w Kurashiki) – japoński piłkarz występujący na pozycji pomocnika w japońskim klubie Sanfrecce Hiroszima oraz w reprezentacji Japonii. Znalazł się w kadrze na Mistrzostwa Świata 2014.